# Haskala

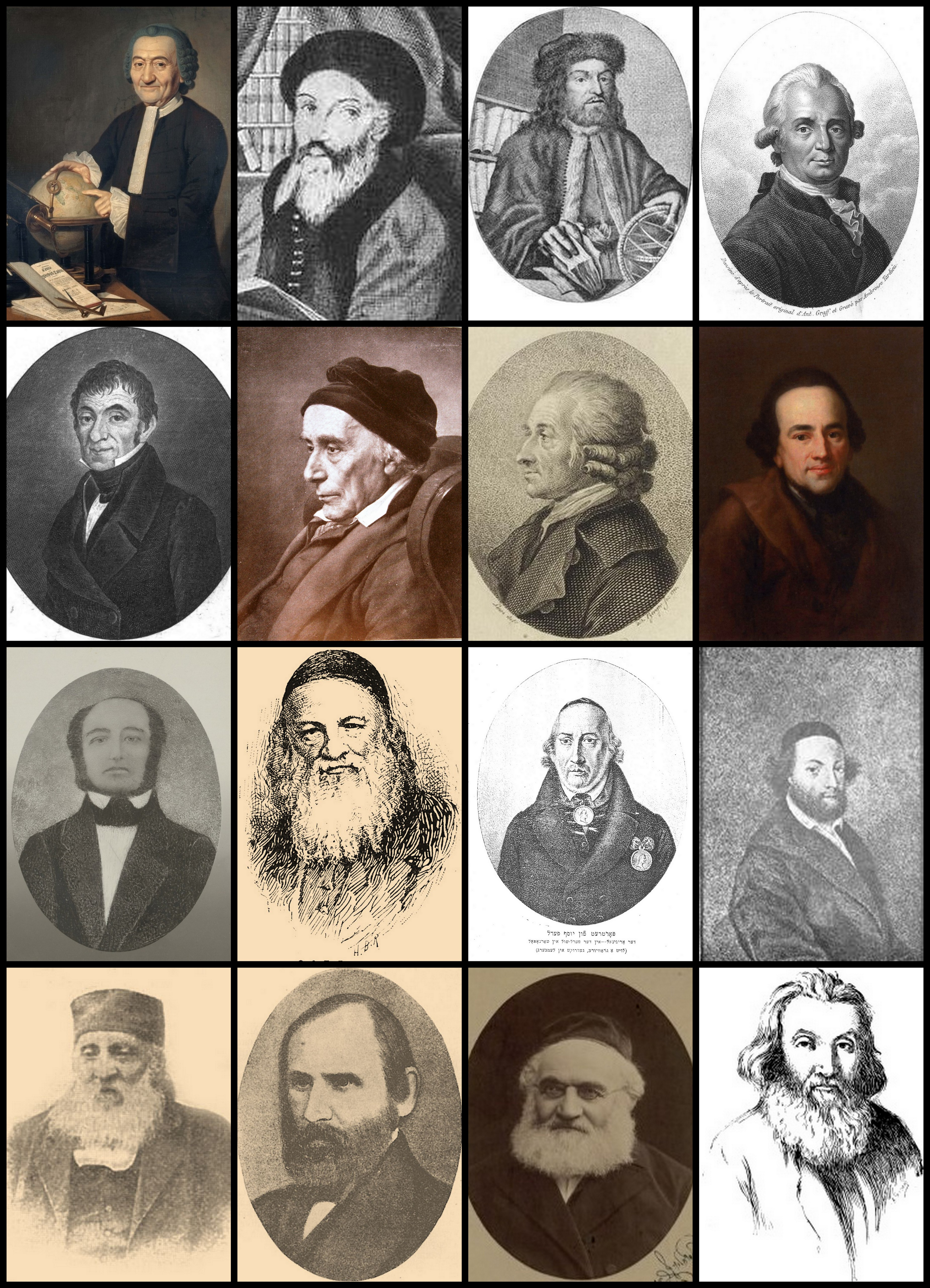
1. Frühe Maskilim: Raphael Levi Hannover • Salomo Dubno • Tobias Kohen • Marcus Elieser Bloch
2. Die Berliner Haskalah: Salomon Jacob Cohen • David Friedländer • Hartwig Wessely • Moses Mendelssohn
3. Österreich: Judah Löb Mieses • Salomo Juda Rapoport • Joseph Perl • Baruch Jeitteles
4. Russland: Abraham Bär Gottlober • Abraham Mapu • Samuel Joseph Fuenn • Isaak Bär Levinsohn

Die Haskala (hebräisch השכלה ‚Bildung, Philosophie‘, auch ‚mithilfe des Verstands aufklären‘; von sechel „Vernunft“, „Intellekt“), ab 1831 auch als „jüdische Aufklärung“ bezeichnet, war eine Bewegung, die in den 1770er und 1780er Jahren in Berlin und Königsberg entstand und sich von dort nach Osteuropa ausbreitete. Sie beruhte auf den Ideen der europäischen Aufklärung, die sie ihrerseits zu erweitern verstand, und trat demnach mitunter auch für Toleranz und eine gleichberechtigte Stellung der Juden in den europäischen Gesellschaften ein. Die letzte Phase der Haskala endete in Russland um 1881 mit dem Aufstieg des jüdischen Nationalismus.

## Bedeutung
Während des 18. Jahrhunderts war die jüdische Gesellschaft in einer kulturellen Krise. Sie fiel auseinander, was mit dem Autoritätsverlust der Rabbiner einherging. Um die Probleme zu lösen, entstanden unterschiedliche Bewegungen, insbesondere die Haskala. Ihren Ursprung hatte die Bewegung im jüdischen Berliner Bürgertum, das von den Schriften vor allem der französischen Aufklärung inspiriert war und angesichts der – durch die historischen und ökonomischen Entwicklungen vorangetriebenen – Veränderung der Sozialstrukturen eine weitere Isolierung des Judentums befürchtete. Eine erste gesetzliche Anerkennung ihres Anliegens der rechtlichen Gleichstellung der Juden erfuhr die Haskala zuerst in Frankreich durch die „Assemblée constituante“, die am 27. September 1791 den Juden die volle Staatsbürgerschaft zusprach. Die Haskala spielte im Prozess der Judenemanzipation als Mittlerin zwischen den Eliten der christlichen Mehrheitsgesellschaften und den jüdischen Gemeinden in Europa eine herausragende Rolle. Sie fand auch Unterstützung bei einigen wenigen Christen und „aufgeklärten Despoten“, die die Minderheit in der Bevölkerung integrieren wollten.
Die Hauptziele richteten sich auf Säkularisierung, also Trennung von Religion und Staat, und Öffnung in die christliche Mehrheitsgesellschaft durch Herstellung persönlicher wie institutioneller Kontakte und Heranführung an jüdische Glaubenslehren. Dabei entwickelte sich eine Spannung zwischen der erstrebten Erneuerung des Judentums und der Konfrontation mit der jüdischen Orthodoxie.
Der Beginn der Epoche der europäischen Aufklärung wird im Allgemeinen auf die Zeit um 1700 datiert. Der Beginn einer jüdischen Aufklärungsbewegung dagegen wird auf 1770 mit den Aktivitäten von Moses Mendelssohn und seinem Zirkel gelegt, wenn auch zwischen einer „frühen“ Haskala, also der Aufklärungsbewegung innerhalb des jüdischen Establishments, und einer „preußischen“ Bewegung (Ausdehnung auch auf nichtjüdische Kreise) unter Moses Mendelssohn unterschieden werden muss. Der jüdische Aufklärer (Bezeichnung: Maskil ab 1783) zeichnete sich durch seine Aktivitäten (Publizität, öffentliche Meinungsäußerungen, Teilnahme an den Diskussionsrunden, materielle und finanzielle Förderung), aber auch durch sein Bildungsniveau (zumeist Universitätsabschluss) aus.
Mit der bürgerlichen Revolution in Westeuropa verband sich einerseits die erhoffte Emanzipation der jüdischen Bevölkerung, gleichzeitig entstand eine moderne Judenfeindlichkeit.

## Personen
Wichtige Vertreter (Maskilim) der Haskala in Deutschland waren unter anderem:
- Moses Mendelssohn (1729–1786) war ein auch bei Nicht-Juden anerkannter Philosoph. Einerseits konnte er durch seine Verteidigung der Dresdner Juden 1777 ihre Vertreibung mit verhindern. Andererseits hat er sich vor allem mit seiner deutschen Bibelübersetzung (in hebräischen Buchstaben) und der Aufsicht über den Biur (eine grammatikalische Bibelerklärung) bleibende Verdienste um die Hebung des Wissensstandes des bisher nur talmudisch gebildeten Judentums erworben und sowohl der deutschen als auch der hebräischen Sprache nachhaltige Impulse verliehen. Mendelssohn diente Lessing als Vorbild für die Hauptfigur seines Versdramas Nathan der Weise.
- David Friedländer (1750–1834) gründete 1778 die erste jüdische Freischule in Berlin, deren Bildungsprogramm der Haskala verschrieben war und einen Gegenpart zur traditionellen Erziehung im Cheder bildete.
- Isaac Euchel (1756–1804) war Herausgeber der hebräischen aufklärerischen Zeitschrift Ha-Meassef, Schriftsteller, Verleger und Gründer verschiedener Gesellschaften der jüdischen Aufklärung. Euchel kämpfte für die Erneuerung der hebräischen Sprache und eine Reform des Judentums.
- Israel Jacobson (1768–1828) war Schulgründer (→ Jacobsonschule).
- Hartwig Wessely (1725–1805) war Kaufmann, Sprachwissenschaftler, Religions- und Erziehungsreformer, Mitarbeiter an Moses Mendelssohns Bibelübersetzung.

In Galizien waren Salomo Juda Rapoport und Menachem Mendel Lefin ab 1800 die wichtigsten Maskilim.
Im Russischen Reich war Isaak Bär Levinsohn der wichtigste Vertreter der Haskala, später auch die Schriftsteller Abraham Mapu, Abraham Bär Gottlober, Eisik Meir Dick und Jehuda Leib Gordon.